# Список губернаторов Калифорнии
Губернатор Калифорнии — глава штата Калифорния, в чьи обязанности входит подготовка обращения к законодательным органам штата, предоставление бюджета и обеспечение соблюдения законов штата. Должность введена в 1849 году, до объявления Калифорнии штатом. Губернатор Калифорнии избирается на 4-летний срок на всенародных прямых выборах, одно и то же лицо не может быть губернатором больше двух сроков. Первым губернатором стал Питер Бернетт. Нынешним губернатором является Гэвин Ньюсом, демократ, избранный в 2018 году и вступивший в должность 7 января 2019 года, а в 2022 году переизбранный на второй срок.
Всего за более чем 170-летнюю историю губернаторами крупнейшего американского штата становились 40 человек: 22 от республиканцев, 17 от демократов и 1 от ныне не существующей «Американской» партии. Для Калифорнии, как и для многих других штатов (в том числе для Нью-Йорка, Техаса и Иллинойса), свойственны длительные волны периодов поддержки той или иной политической силы, когда кандидаты от одной и той же партии побеждают несколько раз подряд. Так, представителями демократов были сразу 6 из первых 7 губернаторов штата, и 7 — из первых 10. В то время как из второй десятки губернаторов только четверо были демократами, а 6 — республиканцами. Весь XX век, а также несколько лет в конце XIX и начале XXI столетий было временем, когда безусловной доминирующей силой на губернаторских выборах в Калифорнии были республиканцы: за период с 1899 по 2006 год главами данного штата избирались 15 республиканцев и только 4 демократа. На сегодняшний день последним республиканцем, становившимся губернатором Калифорнии, является Арнольд Шварценеггер (2003-2011). 
После Шварценеггера власть в штате принадлежит демократам: в 2011 году губернатором стал Джерри Браун, а в 2019 действующий губернатор Гэвин Ньюсом. Последний стал первым за 132 года вторым подряд губернатором Калифорнии от Демократической партии. До этого в штате последний раз двумя подряд губернаторами-демократами становились Джордж Стонман и Вашингтон Барлетт, правившие соответственно в 1883-1887 и 1887 годах. Кроме того, в настоящее время губернаторы-демократы находятся у власти в штате рекордное по продолжительности время без перерыва — уже более 12 лет — и к моменту окончания срока действующего губернатора будут у власти уже 16 лет подряд, что позволяет говорить о новой длительной волне поддержки демократов в штате.

## Список губернаторов
| №  | Фото | Имя                    | Годы жизни | Партия                        | Начало срока     | Конец срока      |
| -- | ---- | ---------------------- | ---------- | ----------------------------- | ---------------- | ---------------- |
| 1  |      | Питер Бернетт          | 1807—1895  | Демократическая               | 20 декабря 1849  | 9 января 1851    |
| 2  |      | Джон Макдугалл         | 1818—1866  | Демократическая               | 9 января 1851    | 8 января 1852    |
| 3  |      | Джон Биглер            | 1805—1871  | Демократическая               | 8 января 1852    | 9 января 1856    |
| 4  |      | Джон Нили Джонсон      | 1825—1872  | Американская                  | 9 января 1856    | 8 января 1858    |
| 5  |      | Джон Уэллер            | 1812—1875  | Демократическая               | 8 января 1858    | 9 января 1860    |
| 6  |      | Милтон Латам           | 1827—1882  | Демократическая               | 9 января 1860    | 14 января 1860   |
| 7  |      | Джон Дауни             | 1827—1894  | Демократическая               | 14 января 1860   | 10 января 1862   |
| 8  |      | Леланд Стэнфорд        | 1824—1893  | Республиканская               | 10 января 1862   | 10 декабря 1863  |
| 9  |      | Фредерик Лоу           | 1828—1894  | Республиканская               | 10 декабря 1863  | 5 декабря 1867   |
| 10 |      | Генри Хантли Хейт      | 1825—1878  | Демократическая               | 5 декабря 1867   | 8 декабря 1871   |
| 11 |      | Ньютон Бут             | 1825—1892  | Республиканская               | 8 декабря 1871   | 27 февраля 1875  |
| 12 |      | Ромуальдо Пачеко       | 1831—1899  | Республиканская               | 27 февраля 1875  | 9 декабря 1875   |
| 13 |      | Уиллиам Ирвин          | 1827—1886  | Демократическая               | 9 декабря 1875   | 8 января 1880    |
| 14 |      | Джордж Клемент Перкинс | 1839—1923  | Республиканская               | 8 января 1880    | 10 января 1883   |
| 15 |      | Джордж Стонман         | 1822—1894  | Демократическая               | 10 января 1883   | 8 января 1887    |
| 16 |      | Вашингтон Бартлетт     | 1824—1887  | Демократическая               | 8 января 1887    | 12 сентября 1887 |
| 17 |      | Роберт Уотерман        | 1826—1891  | Республиканская               | 12 сентября 1887 | 8 января 1891    |
| 18 |      | Генри Маркхам          | 1840—1923  | Республиканская               | 8 января 1891    | 11 января 1895   |
| 19 |      | Джеймс Бадд            | 1851—1908  | Демократическая               | 11 января 1895   | 4 января 1899    |
| 20 |      | Генри Гейдж            | 1852—1924  | Республиканская               | 4 января 1899    | 6 января 1903    |
| 21 |      | Джордж Парди           | 1857—1941  | Республиканская               | 6 января 1903    | 9 января 1907    |
| 22 |      | Джеймс Джиллетт        | 1860—1937  | Республиканская               | 9 января 1907    | 3 января 1911    |
| 23 |      | Хайрам Джонсон         | 1866—1945  | Республиканская Прогрессивная | 3 января 1911    | 15 марта 1917    |
| 24 |      | Уильям Стефенс         | 1859—1944  | Республиканская               | 15 марта 1917    | 9 января 1923    |
| 25 |      | Фрайэнд Ричардсон      | 1869—1947  | Республиканская               | 9 января 1923    | 4 января 1927    |
| 26 |      | Клемент Янг            | 1865—1943  | Республиканская               | 4 января 1927    | 6 января 1931    |
| 27 |      | Джеймс Рольф           | 1869—1934  | Республиканская               | 6 января 1931    | 2 июня 1934      |
| 28 |      | Фрэнк Мерриам          | 1865—1955  | Республиканская               | 2 июня 1934      | 2 января 1939    |
| 29 |      | Калберт Олсон          | 1876—1962  | Демократическая               | 2 января 1939    | 4 января 1943    |
| 30 |      | Эрл Уоррен             | 1891—1974  | Республиканская               | 4 января 1943    | 5 октября 1953   |
| 31 |      | Гудвин Найт            | 1896—1970  | Республиканская               | 5 октября 1953   | 5 января 1959    |
| 32 |      | Пэт Браун              | 1905—1996  | Демократическая               | 5 января 1959    | 3 января 1967    |
| 33 |      | Рональд Уилсон Рейган  | 1911—2004  | Республиканская               | 3 января 1967    | 6 января 1975    |
| 34 |      | Джерри Браун           | род. 1938  | Демократическая               | 6 января 1975    | 3 января 1983    |
| 35 |      | Джордж Докмеджян       | 1928—2018  | Республиканская               | 3 января 1983    | 7 января 1991    |
| 36 |      | Пит Уилсон             | род. 1933  | Республиканская               | 7 января 1991    | 4 января 1999    |
| 37 |      | Грей Дэвис             | род. 1942  | Демократическая               | 4 января 1999    | 17 ноября 2003   |
| 38 |      | Арнольд Шварценеггер   | род. 1947  | Республиканская               | 17 ноября 2003   | 3 января 2011    |
| 39 |      | Джерри Браун           | род. 1938  | Демократическая               | 3 января 2011    | 7 января 2019    |
| 40 |      | Гэвин Ньюсом           | род. 1967  | Демократическая               | 7 января 2019    | -                |